# 鄭清文
鄭清文（1932年9月16日—2017年11月4日），台灣作家，生於日治台灣新竹州桃園郡桃園街（今桃園市），本姓李，後由舅父收養，改姓鄭，遷至臺北州新莊郡新莊街（今新北市新莊區）。七歲入學「新莊公學校」受日本教育，戰後在台北讀初中時才開始學習中文，任職華南銀行四十多年，利用閒暇從事寫作，五十九年不斷，著有多本著作。2017年11月4日因心肌梗塞過世，享壽85歲。曾得吳三連文藝獎、桐山環太平洋書卷獎及國家文藝獎。

## 學、經歷
鄭清文畢業於國立台灣大學商學系，並任職於銀行業直到1998年退休。 1958年在《聯合報》副刊發表第一篇作品〈寂寞的心〉後踏入文壇，此後創作頗豐，重要里程碑包括1965年第一本短篇小說集《簸箕谷》出版、1970年第一部長篇小說《峽地》出版等。此外，2017年，他成為「支持調降文言文比例，強化台灣新文學教材」的共同發起人。

## 創作歷程
鄭清文從大學時代開始廣讀文學書，並開始著手進行寫作。在〈偶然與必然──文學的形成〉文中，鄭清文表示：「我讀文學書，可能是進入大學以後。我時常到舊書攤找書。一本日本新潮社的《俄羅斯三人集》，果戈里、契訶夫、高爾基，可說影響到我以後的寫作生涯。」
1958年，鄭清文在「聯合報副刊」發表第一篇作品〈寂寞的心〉。同年，鄭清文於聯合報副刊發表了五篇作品，作為一個新銳作家，因為主編林海音的提攜，從而在世人眼中展露頭角。1965年，出版第一本短篇小說集《簸箕谷》；1970年，出版第一部長篇小說《峽地》，此後一生創作不斷，在兼顧銀行工作之餘，持續書寫。除了短篇小說以外，晚年也專注於台灣童話文學的寫作，著重於培養兒童創新的想像力，出版《燕心果》、《天燈、母親》等童話作品。
相較於其他作家，鄭清文因為通曉日文，在未有中文譯著的年代裡，以日文直接閱讀西方經典，造就他深受西方文學影響的背景。而他的作品亦深受西方作家啟發，他常以含蓄簡潔的筆法，描述人物複雜的心理，這樣的風格主要受海明威的「冰山理論」影響：「凡是你所知道的東西，都能刪去；刪去的是水底看不見的部分，是足以強化你的冰山。」鄭清文喜歡透過結構簡單、敘事語言平淡的書寫，將深層的含義隱藏作品之中，雖然時常受到讀者「簡單卻讀不懂」的抱怨，他卻始終堅信著這個原則，使看來並不艱深的作品蘊含縱深的心理意涵。

## 風格
鄭清文大部分的短篇小說，都由人內心生活的透視來浮現時代、社會的轉變給人內心的制約與反應，擅長以平淡無奇的筆觸來呈現驚浪怒濤迭起的深層心理活動。
鄭清文與李喬同屬於本省戰後第二代台灣作家。經歷過台灣日治時期，曾受過幾年日文教育，對「日本天年」的陰影記憶猶深。由於這些本省第二代作家通曉日文，所以對外國文學的吸收能力和領悟力較高。李喬曾說他「擅長描寫『悲劇的流程』」。鄭清文的作品常出現地名「舊鎮」，實影射其童年居住地新莊。

## 作品列表

### 小說

#### 長篇小說
- 《峽地》，臺中：臺灣省新聞處，1970年6月
- 《大火》，臺北：時報文化出版公司，1986年4月
- 《舊金山─一九七二》，臺北：一方出版公司，2003年2月
- 《丘蟻一族》，臺北：玉山社出版公司，2009年6月；西田勝日譯，東京：法政大学出版局，2013年9月

#### 短篇小說集
- 《簸箕谷》，臺北：幼獅文化公司，1965年10月
- 《故事》，臺北：蘭開書店，1968年6月
- 《校園裡的椰子樹》，臺北：三民書局，1970年11月
- 《鄭清文自選集》，臺北：黎明文化公司，1975年12月
- 《現代英雄》，臺北：爾雅出版社，1976年4月
- 《最後的紳士》，臺北：純文學出版社，1984年2月
- 《局外人》，臺北：學英出版社，1984年9月
- 《滄桑舊鎮》，臺北：時報文化出版公司，1987年6月
- 《報馬仔》，臺北：圓神出版社，1987年7月
- 《不良老人》，香港：文藝風出版社，1990年2月
- 《春雨》，臺北：遠流出版公司，1991年1月
- 《合歡》，北京：人民文學出版社，1992年2月
- 《相思子花》，臺北：麥田出版公司，1992年7月
- 《故里人歸》，臺北：臺北縣立文化中心，1993年6月
- 《檳榔城》，武漢：長江文藝出版社，1993年10月
- 《鄭清文集》，臺北：前衛出版社，1993年12月
- 《鄭清文短篇小說全集1─水上組曲》，臺北：麥田出版公司，1998年6月
- 《鄭清文短篇小說全集2─合歡》，臺北：麥田出版公司，1998年6月
- 《鄭清文短篇小說全集3─三腳馬》，臺北：麥田出版公司，1998年6月
- 《鄭清文短篇小說全集4─最後的紳士》，臺北：麥田出版公司，1998年6月
- 《鄭清文短篇小說全集5─秋夜》，臺北：麥田出版公司，1998年6月
- 《鄭清文短篇小說全集6─白色時代》，臺北：麥田出版公司，1998年6月
- 《鄭清文短篇小說全集別卷─鄭清文和他的文學》，臺北：麥田出版公司，1998年6月
- 《鄭清文短篇小說選》，臺北：麥田出版公司，1999年12月
- 《五彩神仙》，臺北：桂冠圖書公司，2001年2月
- 《樹梅集》，臺北板橋：臺北縣文化局，2002年12月
- 《玉蘭花─鄭清文短篇小說精選2》，臺北：秀威資訊科技公司，2006年6月
- 《青椒苗：鄭清文短篇小說選3》，臺北：麥田出版公司，2012年9月

### 劇本
- 《春雨》幾米繪，臺北：格林文化公司，1998年12月

### 報導文學
- 《新莊─失去龍穴的城鎮》，臺北：臺灣省教育廳，1983年4月

### 兒童文學
- 《燕心果》劉伯樂繪，臺北：號角出版社，1985年3月；玉山社出版公司，2000年
- 《沙灘上的琴聲》陳建良圖，臺北：英文雜誌社，1998年
- 《天燈．母親》林之助繪，臺北：玉山社出版公司，2000年4月
- 《春風新竹》，臺北：教育部兒童讀物出版會，2001年
- 《採桃記》，臺北：玉山社出版公司，2004年8月
- 《三腳馬》唐壽南圖，臺北：遠流出版公司，2006年2月

### 論述
- 《臺灣文學的基點》，高雄：派色文化出版社，1992年7月
- 《小國家大文學》，臺北：玉山社出版公司，2000年10月
- 《多情與嚴法─鄭清文評論集》，臺北：玉山社出版公司，2004年5月

### 翻譯
- 《可愛的女人：契訶夫選集》，安東·契訶夫著，鄭清文譯，臺北：志文出版社，1975年[8]
- 《人生的春天》，古谷綱武撰，谷嵐譯，苗栗：七燈出版，1976年
- 《永恆的戀人：尤金‧歐涅金》，普希金撰，鄭清文譯，臺北：志文出版社，1977年[9]
- 《婚姻生活的幸福：托爾斯泰小說選》，托爾斯泰撰，原久一郎、中村白葉日譯，鄭清文中譯，臺北：志文出版社，1976年[10]
- 《夏目漱石》，夏目漱石原著，李永熾主編，鄭清文譯，臺北: 光復出版社，1987年[11]
- 《生活與人生》，赫曼·赫塞撰，鄭清文編譯，臺北：純文學出版社，1988年[12]

### 主編
- 《臺灣文學選‧一九九三》，鄭清文等主編，臺北：前衛出版，1994年
- 《台灣當代小說精選：一九四五-一九八八》，鄭清文、李喬主編，郭楓總編輯，臺北新店：新地出版，1989年

### 合著
- 《新莊往事：失去龍穴的舊鎮》，鄭清文、簡文仁，新北：新莊社區大學，2015年11月

## 知名作品

##### 〈來去新公園飼魚〉[13]
１９９０年發表於《臺灣春秋》的一篇短篇小說。小說的主角是福壽伯與福壽姆這對原本育有兩子的老夫婦，他們的長子－阿和，在十九歲時被警察跟憲兵以匪徒的罪名，於一個寒冷的夜晚被強行逮捕入獄，這個意外，對他們一家四口來說是一個好不了的傷痕，抑或說是一場醒不過來的惡夢，作者以全知的觀點描寫福壽伯與福壽姆前往新公園餵魚的情節，一步步地呈現白色恐怖對這些政治受難者遺族所造成的巨大傷害，以及掌權者對於這個影響眾多臺灣人民的歷史事件的忽視。
夫婦倆前往新公園的路上，是一波三折的，先是在出了門之後，福壽伯才發現自己忘記帶麵包，接著，是推著福壽姆的輪椅，從家裡到新公園之間那段耗時四十分鐘的路程，好不容易到了新公園之後，卻又被圍繞著公園的柵欄給拒之門外，作者刻意以這些路上的波折，代表了政治受難者遺族人生上的阻礙，僅僅是前往個公園就如此艱辛，那在人生的道路上肯定更加難以邁開腳步。
作者在這篇小說中不以強烈的指責來批判政府對於白色恐怖的漠視，而是透過「母愛」這個大多數人觸手可及的情感來帶出政治迫害的可惡，福壽姆在阿和被捕後，總是沉浸在深深的悲痛當中，甚至常常以淚洗面，她說：「我看他，哭他，才算活著。」，她對阿和深厚的母愛在政治迫害的加壓之下，已經不知不覺地轉化成箝制自己的手銬腳鐐，她不再擁有自己的生活，每天所做的就只有「等」，等阿和再次回到他們的身邊，她的思想、情緒無一不被那場意外所影響，看到警察就會想起阿和被抓走的那個夜晚、看到椰子樹幹上的窟窿就會連想到槍痕，她已經被這場意外摧毀了。

##### 〈三腳馬〉[13]
小說由「我」尋找木刻工藝品寫起，以第一人稱觀點敘事，藉由找到三腳馬的創作者曾吉祥，引出這位老先生的人生故事：一個從小因為外在缺陷被取笑為「白鼻狸」的男孩，受盡周圍的歧視與嘲弄。因緣際會之下，他成為了傾向日本人的警察，透過權力的掌握，當起了壓迫自己的同胞、認同意識搖擺不定的「三腳仔」。在日本戰敗後，曾吉祥為了避免報復而逃走，留下妻子吳玉蘭承擔一切。在妻子死亡後，他一生都無法赦免自己，從此雕刻起表情複雜、生動活現的三腳馬。也正是這樣以刻不完的三腳馬作為餘生贖罪的行為，讓曾吉祥的作品得以被「我」發現，更進一步發現「我」的父親也曾是他迫害的一員。故事最後，「我」似乎也能理解曾吉祥內心的矛盾，並未帶走曾吉祥心中有著妻子吳玉蘭形象的三腳馬，而是選擇退出他回憶的空間，讓他獨自在黑暗裡慢慢咀嚼這一切。

## 得獎
- 1987年，榮獲吳三連文藝獎的小說獎項。
- 1999年，以《三腳馬》英譯本獲得美國桐山環太平洋書卷獎小說獎，此為台灣作家首次獲得這項重要的國際文學獎。
- 2003年，獲世界華文文學終身成就獎。
- 2005年，榮獲第九屆國家文藝獎。

## 傳述
- 《鄭清文自傳》，王璞拍攝作家錄影傳記，1999年
- 《小說與我[錄影]》，鄭清文主講，臺北:國立臺灣大學出版中心，2008年11月
- 《走出峽地:鄭清文的人生故事》，鄭谷苑，麥田出版，2007年

## 研究
- 《臺灣現當代作家研究資料彙編：26鄭清文》李進益選編，臺南市：臺灣文學館，2012年出版。
- 《鄭清文小說中的社會變遷》，詹家觀，碩士論文--國立政治大學中國文學系，2000年
- 《鄭清文作品中的童年敘事》，邱子寧，碩士論文--國立臺東師範學院兒童文學研究所，2001年
- 《冰山底下的大水河:鄭清文短篇小說研究》，許素蘭，碩士論文--靜宜大學中國文學系碩士班，2001年
- 《從易經類型學解讀鄭清文小說<三腳馬>中之美學結構，張文政，樂聲揚起-第一、二屆桃園鄉土文化學術研討會論文集，2003年7月
- 《源自於鄉土的人性關懷:談鄭清文的小說世界》，楊菁，樂聲揚起--第一、二屆桃園鄉土文化學術研討會論文集，2003年7月
- 《成長與記憶之沰:鄭清文小說研究》，呂佳龍，碩士論文--南華大學文學研究所，2003年
- 《繼承與創新:論鄭清文的文學世界》，李進益，致良出版，2004年
- 《鄭清文童話現象研究》，徐錦成，博士論文-佛光人文社會學院文學系博士班，2006年
- 《鄭清文童話現象研究:台灣文學史的思考》，徐錦成，臺北：秀威資訊科技出版，2007年
- 《鄭清文童話的特質與教育意義》，陳琪芬，碩士論文--國立中山大學中國文學系碩士在職專班，2007年
- 《樹的見證:鄭清文文學論集》，江寶釵，林鎮山主編，麥田出版，2007年
- 〈臺灣文學作品的接受、改編與經典化——以鄭清文小說〈春雨〉為例〉顧敏耀，《聯大學報》，第9卷第2期，2012年12月，頁1-22。
- 《樹的見證[錄影]:鄭清文:來自土地的作家》，財團法人公共電視文化事業基金會製作，新北市文化局，2014年9月
- 『鄭清文とその時代ー郷土を愛したある台湾作家の生涯と台湾アイデンティティの変容』 ，松崎寛子，東京：東方書店，2020年。

## 評價
- 楊菁：「鄭清文出生於桃園鄉下，在新莊的小鎮長大。他經歷過日本統治時代、二次世界大戰、戒嚴時期，也看到台灣由農業社會轉向工商業社會、科技時代。他目睹社會經過激變後景物變遷，風俗民心也失去了原有的敦厚純樸。緣於他的經歷與觀察，他藉由小說創作，寫下他對舊社會的緬懷，讚頌早期人心的純樸與美善;他也藉著小說人物探討生命的困境，並試圖為生命找到屬於自己的路。鄭清文的小說人物多以平凡的小人物為主，反映出他對庶民生活的關懷之情。他的文字雖然簡淡，但因他的對人性有深刻的關懷，因此在簡樸的文字中實有他深厚的蘊涵。」[14]

## 資料來源
1. 1 2 3 4  鄭清文. . 臺灣. 2013: 6–9.
2. ↑  許文貞. . 中時新聞網. 2017-11-05  [2023-07-07]. （原始内容存档于2023-07-08）.
3. ↑  向陽、徐凡. . 中央廣播電台：相逢·有詩(續 寫作這條路). 2020-10-30  [2023-07-07]. （原始内容存档于2023-07-07）.
4. ↑  . 自由時報. 2017年9月6日  [2023-07-07]. 原始内容存档于2023-07-07 （中文）.
5. ↑  鄭清文. . 台北. 1988: 283–300.
6. ↑  海明威. . 上海. 上海譯文出版社: 192–193. ISBN 9787532754014.
7. ↑  陳螢萱. . YHOO新聞. 2015-12-08  [2023-07-07]. （原始内容存档于2023-07-08）.
8. ↑  柴霍夫 Anton P Chekhov1860-1904
9. ↑   Evgeny Onegin/Aleksandr Sergeevich Pushkin1799-1837
10. ↑  
托爾斯泰Lev Nikolaevich Tolstoi 1828-1910撰
11. ↑  著者誤題為太宰治，實為夏目漱石
12. ↑  Hesse Hermann1877-1962
13. 1 2  鄭清文. . 台南. 2022: 118.
14. ↑  《源自於鄉土的人性關懷:談鄭清文的小說世界》，收錄於《樂聲揚起--第一、二屆桃園鄉土文化學術研討會論文集》，2003年7月

## 外部連結
- 國家圖書館-當代文學史料系統[永久]
- 國家文藝基金會
- 吳三連台灣史料基金會